# Arrondissement Nantes
Nantes is een arrondissement van het Franse departement Loire-Atlantique in de regio Pays de la Loire. De onderprefectuur is Nantes.

## Kantons
Het arrondissement was tot 2014 samengesteld uit de volgende kantons:
- Kanton Aigrefeuille-sur-Maine
- Kanton Bouaye
- Kanton Carquefou
- Kanton La Chapelle-sur-Erdre
- Kanton Clisson
- Kanton Legé
- Kanton Le Loroux-Bottereau
- Kanton Machecoul
- Nantes 1e kanton
- Nantes 2e kanton
- Nantes 3e kanton
- Nantes 4e kanton
- Nantes 5e kanton
- Nantes 6e kanton
- Nantes 7e kanton
- Nantes 8e kanton
- Nantes 9e kanton
- Nantes 10e kanton
- Nantes 11e kanton
- Kanton Orvault
- Kanton Le Pellerin
- Kanton Rezé
- Kanton Saint-Étienne-de-Montluc
- Kanton Saint-Herblain-Est
- Kanton Saint-Herblain-Ouest-Indre
- Kanton Saint-Philbert-de-Grand-Lieu
- Kanton Vallet
- Kanton Vertou
- Kanton Vertou-Vignoble

Na de herindeling van de kantons bij decreet van 25 februari 2014, met uitwerking op 22 maart 2015, omvat het arrondissement volgende kantons:
- Kanton Blain ( deel: 8/14 )
- Kanton Carquefou
- Kanton La Chapelle-sur-Erdre ( deel: 1/6 )
- Kanton Clisson
- Kanton Machecoul-Saint-Même ( deel:  10/12½ )
- Kanton Nantes-1
- Kanton Nantes-2
- Kanton Nantes-3
- Kanton Nantes-4
- Kanton Nantes-5
- Kanton Nantes-6
- Kanton Nantes-7
- Kanton Rezé-1
- Kanton Rezé-2
- Kanton Saint-Brevin-les-Pins ( deel: 3/9 )
- Kanton Saint-Herblain-1
- Kanton Saint-Herblain-2
- Kanton Saint-Philbert-de-Grand-Lieu
- Kanton Saint-Sébastien-sur-Loire
- Kanton Vallet
- Kanton Vertou]